# Stadtbefestigung von Habelschwerdt

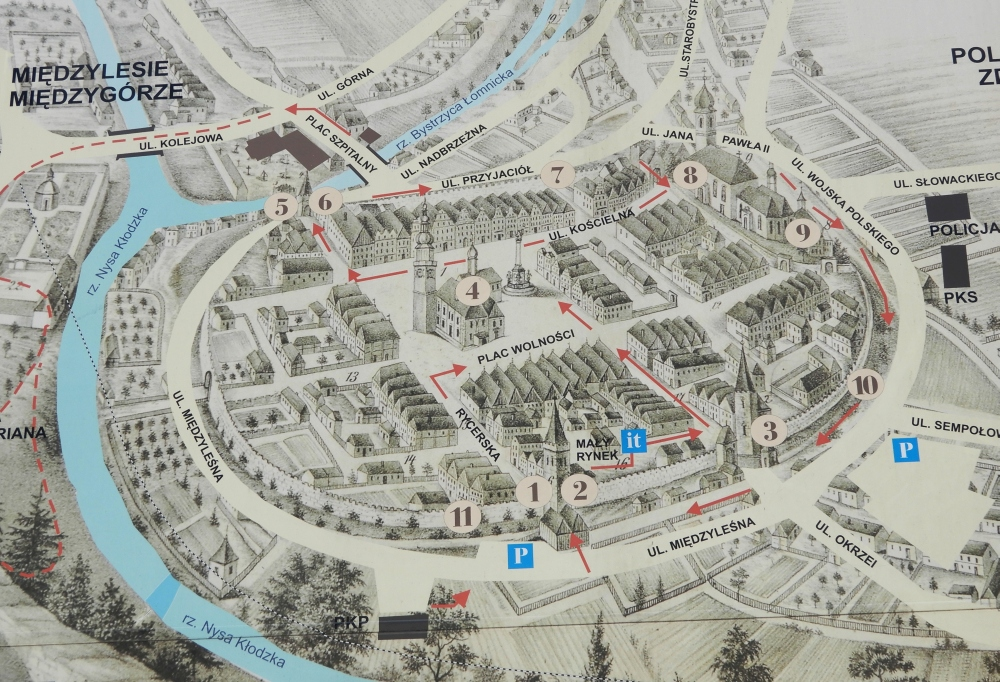
Stadtplan

Von der mittelalterlichen Stadtbefestigung von Habelschwerdt (Bystrzyca Kłodzka) aus dem 14./16. Jahrhundert sind  Abschnitte der Mauer erhalten und drei Türme. Durch den erhaltenen mittelalterlichen Charakter galt Habelschwerdt daher auch als glätzisches Rothenburg.

## Geschichte
Mit dem Bau der ersten Befestigungsanlagen wurde unter Vogt Jakob Rückers begonnen, wohl um 1319, als König Johann von Böhmen der Stadt das Stadtrecht verlieh. Ursprünglich gab es nur zwei Stadttore: das Glatzer Tor und das Niedertor (auch: Wassertor). Um 1500 wurde an der Stelle, an der sich früher die Hohndorfer Pforte befand, das Neue Tor in die Mauer geschlagen.
Bei der Belagerung durch Hussiten 1429 untergruben die Belagerer die Stadtmauer in der Nähe der Pfarrkirche, so dass der Kirchturm in den Wallgraben stürzte.
Teile der Befestigungsanlagen wurden ab Mitte des 18. Jahrhunderts abgerissen, so das Neue Tor 1842, ein Jahr später auch das Glatzer Tor, von dem aber der Turm erhalten blieb. Die Stadtmauer selbst ist fast vollständig erhalten, teilweise in die angrenzenden Häuser integriert.
Restaurierungsarbeiten fanden 1960 und 1962 und zwischen 1970 und 1977 statt. Zwischen 2011 und 2014 wurde der Mauerzug an der ulica Międzyleśna (früher: Mittelwalderstraße) restauriert und nachts beleuchtet, die Mauern an der Ulica Wojska Polskiego (früher: Herrenstraße) wurden zwischen 2015 und 2016 restauriert.

## Architektur
Am besten erhalten sind der Wasserturm, der Glatzer Torturm und die Ritterbastei. Große Mauerfragmente sind entlang der Miedzyleska-Straße (Mittelwalderstraße) und der Wojska Polskiego-Straße (Herrenstrasse) erhalten.
- Das Wassertor oder Stadtbergturm (Brama Wodna) ist aus Feldstein auf einem quadratischen Grundriss von etwa 7 mal 7 Metern errichtet und trägt Zinnenbekrönung und einen pyramidalen Helm. 1922 wurde im Turm ein Heimatmuseum eingerichtet. Die Form der Fenster und des Portals nimmt Bezug auf die Architektur des späten Mittelalters. Der Turm ist Schauplatz des Romans „Drei Nächte“ von Hermann Stehr und wurde deshalb auch „Willmann-Turm“ genannt.[5]
- Der Glatzer Torturm (Baszta Kłodzka) auf quadratischem Grundriss mit einer Seitenlänge von 5 m  ist ein Überbleibsel des Glatzer Tors. Der ursprüngliche hölzerne Helm wurde 1568 durch einen pyramidalen steinernen Helm ersetzt. An den Wänden im obersten Stockwerk befinden sich zwei Schießscharten und Wasserspeier. An der Wand von der Seite der ul. Okrzei sind Reste eines Satteldaches vorhanden. An der Spitze des Turms befindet sich eine mit einem Gitter gesicherte Aussichtsterrasse.[6]
- Die Ritterbastei oder Dohlenbastei (Baszta Rycerska) hat eine Grundfläche von 4,5 mal 4,5 Metern. Der Turm wurde 1843[6] zum Glockenturm der evangelischen Kirche umgewidmet.[5]
- Die Vogtei (Wieża Wójtostwa) wurde als Wehrturm über der Einmündung des Kressenbachs in die Neisse erbaut[3] und 1776 zum Wohnhaus umgebaut.[5]
- Große Mauerfragmente sind entlang der Miedzyleska-Straße (Mittelwalderstraße) und der Wojska Polskiego-Straße (Herrenstraße) erhalten.

## Galerie

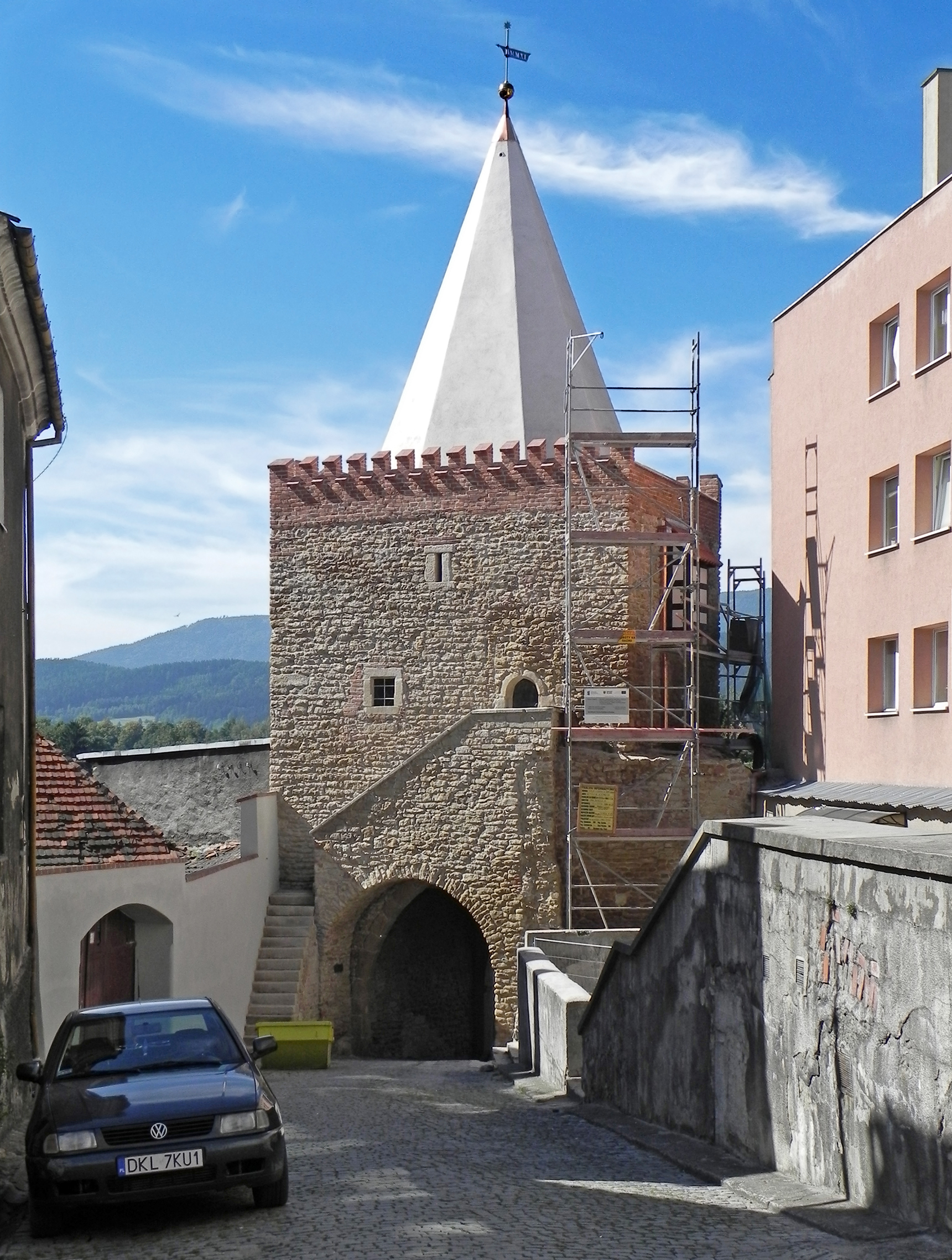
Wassertor
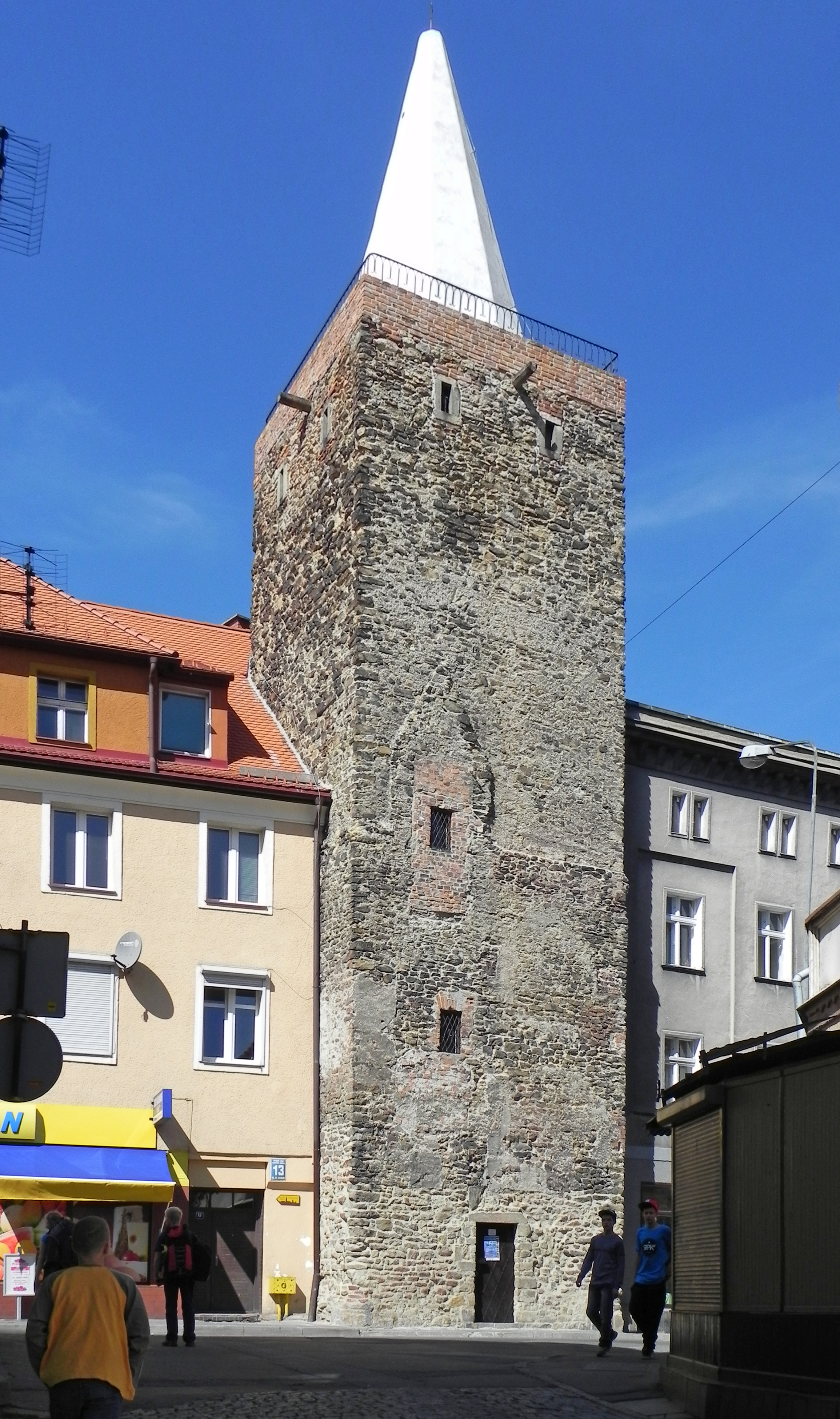
Glatzer Torturm
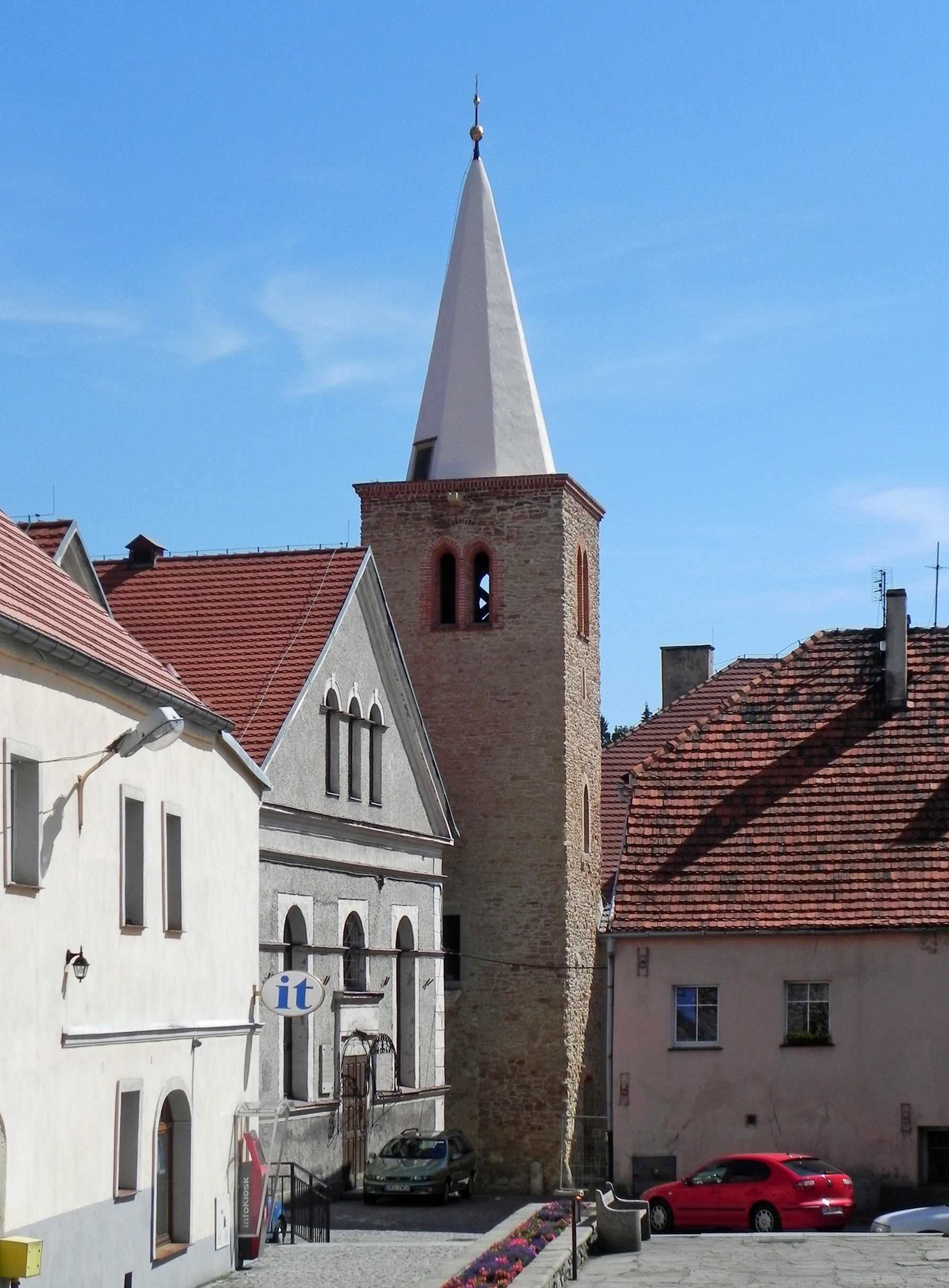
Glockenturm der evangelischen Kirche
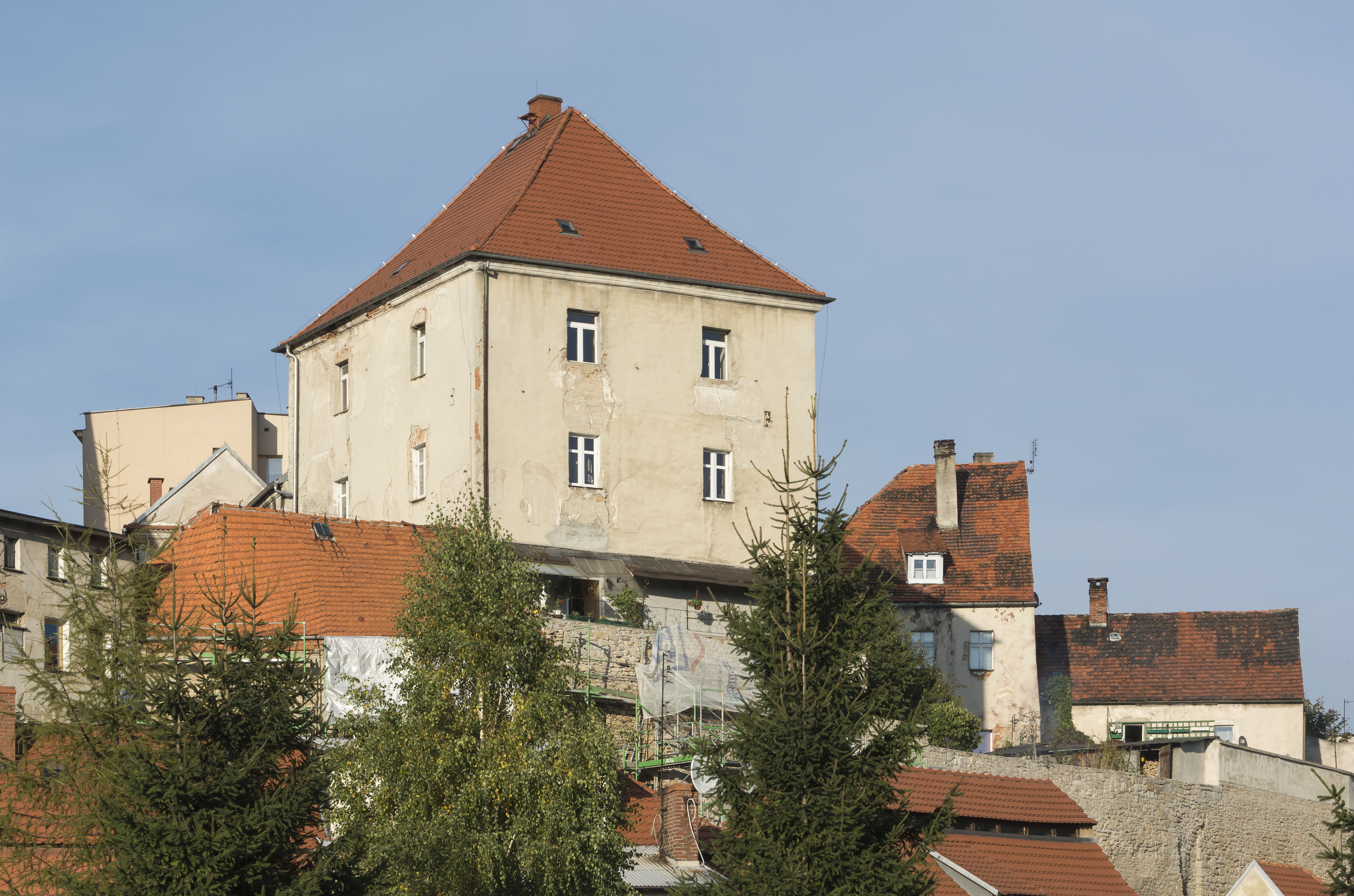
Vogtei
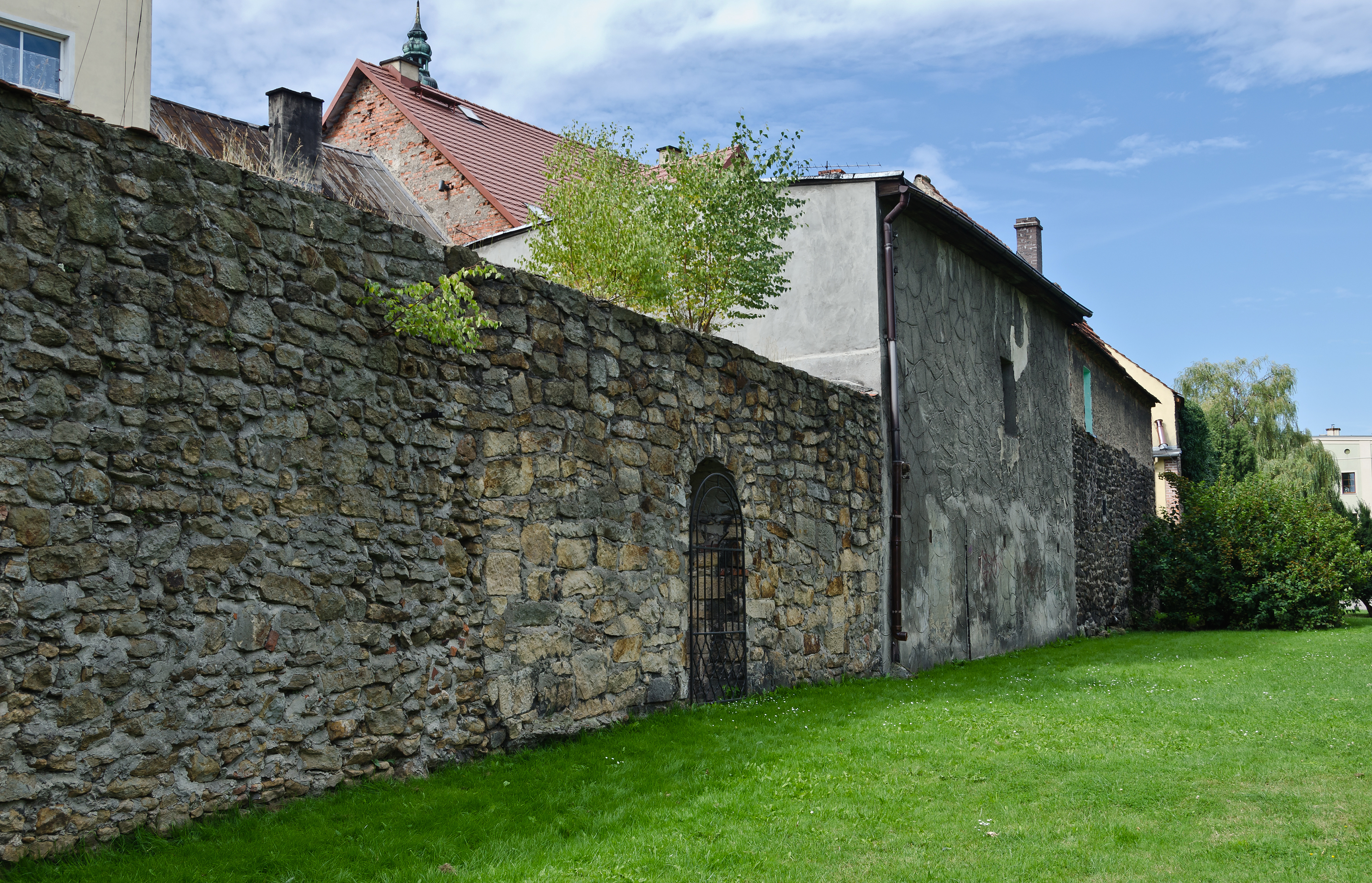
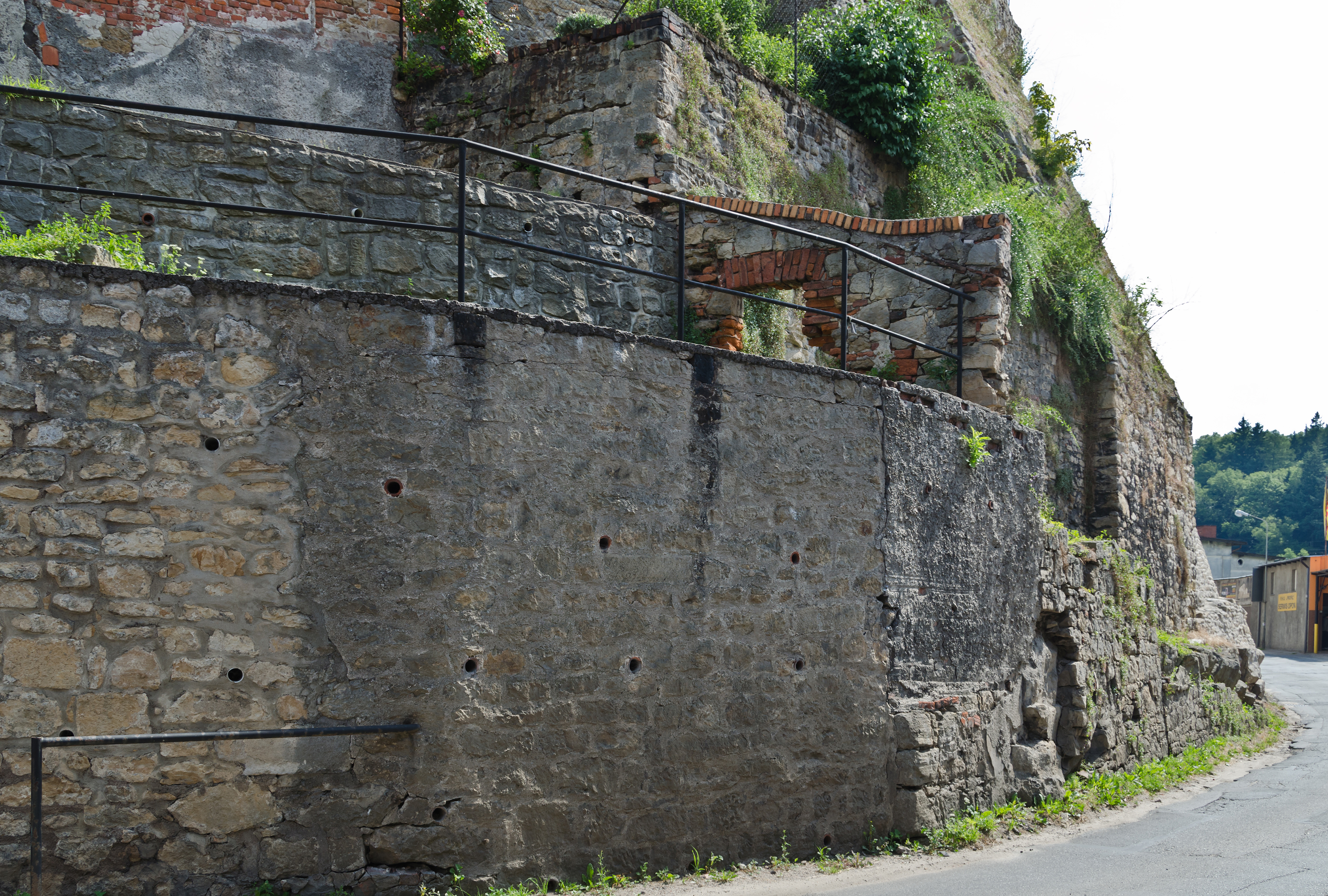
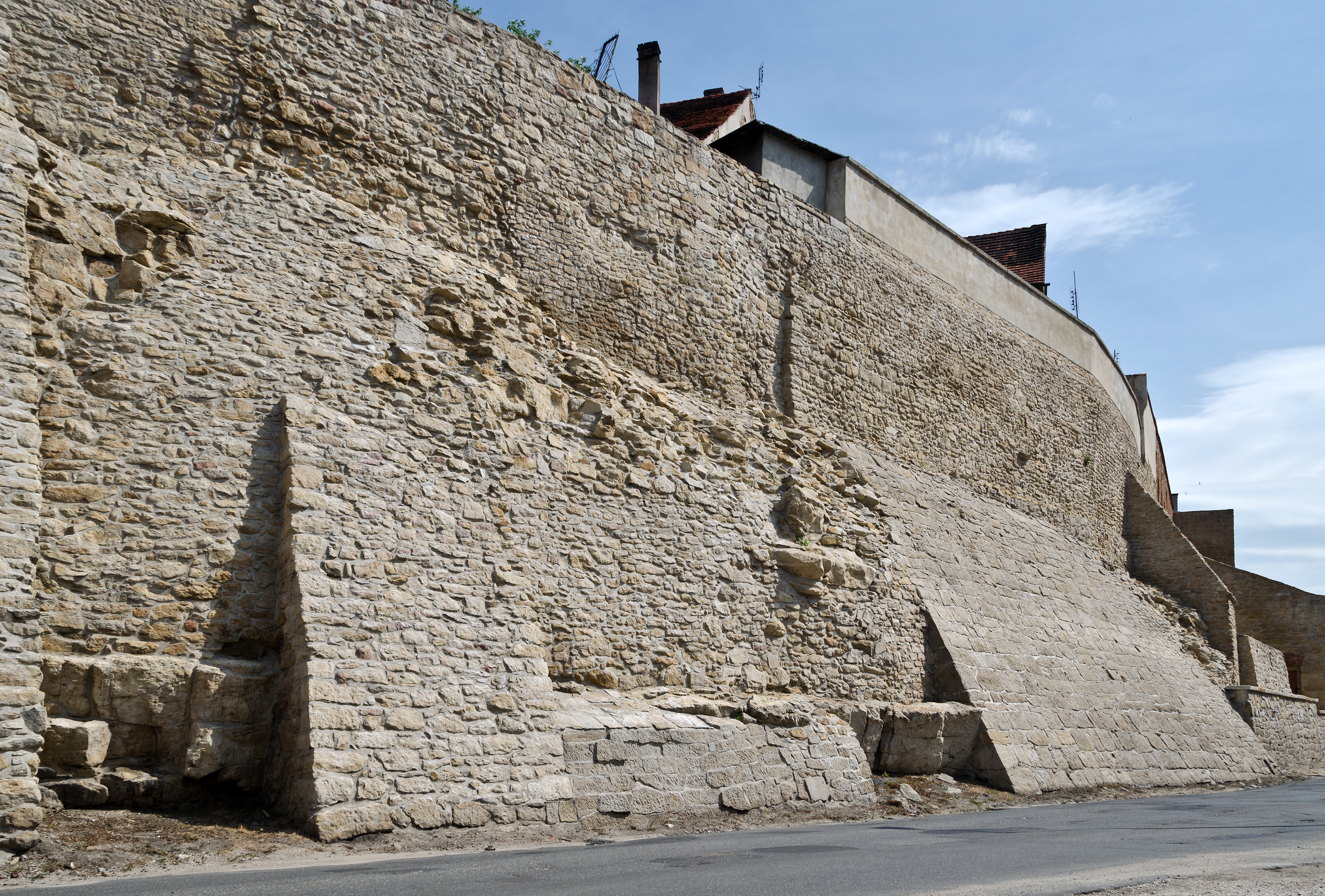
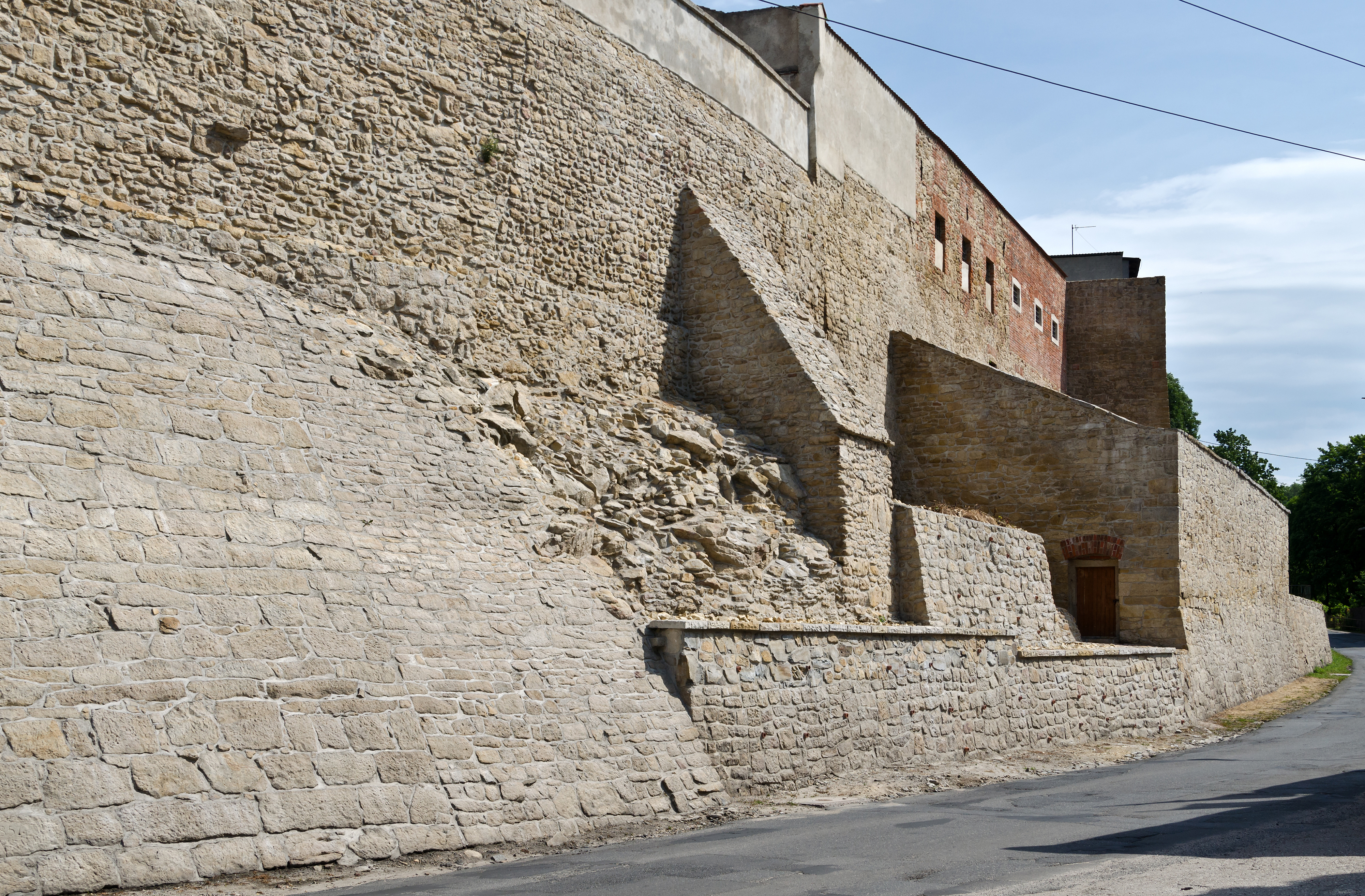
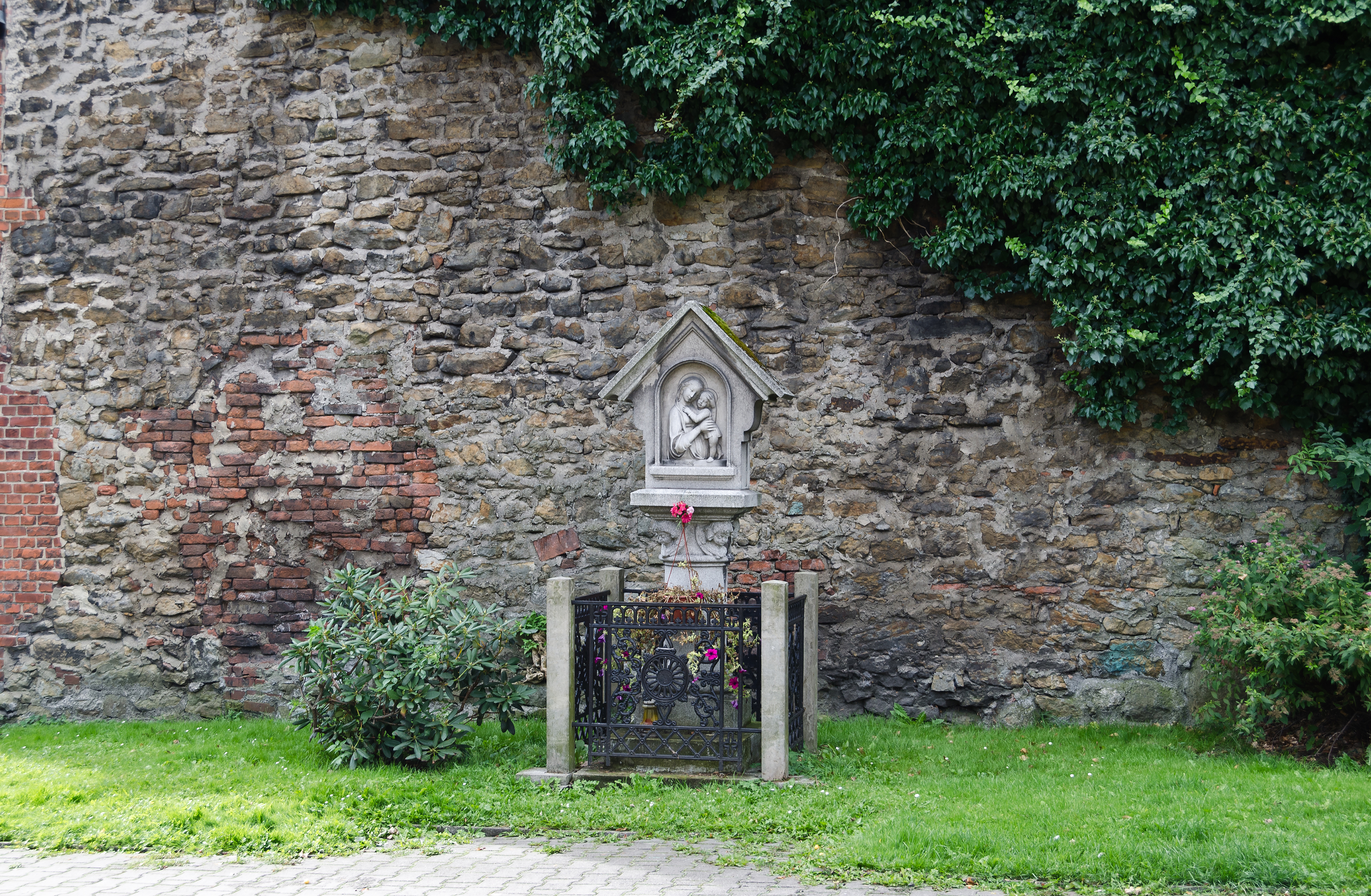